# Olloix

Olloix este o comună în departamentul Puy-de-Dôme, Franța. În 1 ianuarie 2022 avea o populație de 325 de locuitori.